# Alexander Maier
Alexander Maier (Altenmarkt im Pongau, 16 de julio de 1974) es un deportista austríaco que compitió en snowboard. Es hermano del esquiador Hermann Maier.
Ganó una medalla de bronce en el Campeonato Mundial de Snowboard de 2001, en la prueba de campo a través.

## Medallero internacional
| Campeonato Mundial | Campeonato Mundial            | Campeonato Mundial | Campeonato Mundial |
| Año                | Lugar                         | Medalla            | Prueba             |
| ------------------ | ----------------------------- | ------------------ | ------------------ |
| 2001               | Madonna di Campiglio (Italia) | Medalla de bronce  | Campo a través     |